# Socialist Workers Network (Irlandia)
Socialist Workers Network (SWN), irl. Páirtí Sóisialach na nOibrithe – irlandzka trockistowska partia polityczna. Ugrupowanie jest członkiem Europejskiej Lewicy Antykapitalistycznej.

## Historia
Partia została założona w 1971 pod nazwą Socialist Workers Movement jako tamtejsza sekcja International Socialist Tendency. Nowe ugrupowanie tworzyli w dużej mierze przedstawiciele ugrupowań People's Democracy, Waterford Socialist Movement i Young Socialists.
Od 1995 partia działa pod nazwą Socialist Workers Party.
W wyborach samorządowych w 2004 roku ugrupowanie uzyskało w regionie Artane 792 głosów (5,65%), Dún Laoghaire 1.439 głosów (7,94%), Clondalkin 1.044 głosów (7,36%) i Ballyfermot 1.094 głosów (11,75%). W wyborach parlamentarnych w 2011 działacze ugrupowania startowali głównie z list People Before Profit Alliance.
W 2018 partia zmieniła nazwę na Socialist Workers Network.